# Mark Hollis (album)
| Recensione     | Giudizio |
| -------------- | -------- |
| AllMusic       |          |
| Piero Scaruffi |          |
| Pitchfork      | 9/10     |

Mark Hollis è l'unico album solista del musicista britannico Mark Hollis, pubblicato il 26 gennaio 1998 dalla Polydor.

## Tracce
Testi e musiche di Mark Hollis e Warne Livesey, eccetto dove indicato.
1. The Colour of Spring – 3:52 (Mark Hollis, Phil Ramacon)
2. Watershed – 5:45
3. Inside Looking Out – 6:21 (Hollis)
4. The Gift – 4:22
5. A Life (1895 - 1915) – 8:10
6. Westward Bound – 4:18 (Hollis, Dominic Miller)
7. The Daily Planet – 7:19
8. A New Jerusalem – 6:49